# Fannia nudiseta
Fannia nudiseta är en tvåvingeart som beskrevs av Chillcott 1961. Fannia nudiseta ingår i släktet Fannia och familjen takdansflugor. Inga underarter finns listade i Catalogue of Life.